# Melanophryniscus montevidensis
Melanophryniscus montevidensis – gatunek płaza bezogonowego z rodziny ropuchowatych.

## Systematyka
Gatunek ten jest jednym z przedstawicieli rodzaju Melanophryniscus zaliczanego do rodziny ropuchowatych (Bufonidae).
Wcześniej gatunek ten uważano za podgatunek Melanophryniscus stelzneri. Zmienili to w 1992 Klappenbach i Langone.

## Rozmieszczenie geograficzne
Gatunek ten zamieszkuje skrajnie południową Brazylię (stan Rio Grande do Sul) i południowe wybrzeże Urugwaju (departamenty Montevideo, Canelones, Maldonado i Rocha). IUCN zalicza do tego gatunku także populacje z prowincji Buenos Aires we wschodniej Argentynie, ale według niektórych autorów mogą to być przedstawiciele nowo opisanych gatunków Melanophryniscus nigricans i/lub Melanophryniscus diabolicus.

## Ekologia
Jego siedlisko to przybrzeżne wydmy i zarośla.
Bezogonowy nie radzi sobie dobrze w siedliskach zmodyfikowanych przez człowieka.

## Cykl życiowy
Gatunek ten jest aktywny w dzień i o zmierzchu.
Rozmnaża się zgodnie ze strategią explosive breeders, wykorzystując nietrwałe zbiorniki wodne, tworzące się po obfitych deszczach, by potem wyschnąć. Rozwijają się w nich larwy prowadzące wodny tryb życia.

## Zagrożenia i ochrona
W Czerwonej księdze gatunków zagrożonych IUCN płaz ten od 2023 roku klasyfikowany jest jako gatunek bliski zagrożenia (NT, ang. Near Threatened); wcześniej, od 2004 roku uznawano go za gatunek narażony (VU, ang. Vulnerable). Czerwona lista brazylijska wymienia go jako gatunek bliski zagrożenia, za to w Urugwaju traktowany jest jako gatunek krytycznie zagrożony i podlega tam ochronie prawnej.
Liczebność tego gatunku różnie się przedstawia w różnych miejscach. W niektórych cały czas występuje pospolicie, w innych doznał znacznego spadku liczebności, a niektórych zaś go całkowicie wytępiono. Sądzi się także, że całkowita liczebność gatunku spada.
Wśród głównych zagrożeń IUCN wymienia utratę i degradację siedlisk spowodowane osadnictwem ludzkim, rozwojem turystyki na wybrzeżu, osuszaniem terenów podmokłych, zakładaniem plantacji czy tworzeniem wielkich farm wiatrowych.
Płaz zamieszkuje kilka terenów chronionych, ale nie są to parki narodowe ani rezerwaty. IUCN widzi potrzebę objęcia ochroną siedlisk tego gatunku.